# Black and Blue
Black and Blue je album sastava The Rolling Stones izdan 1976. To je prvi album na kojem sudjeluje Ron Wood, zamjena za Micka Taylora.

## Popis pjesama
1. "Hot Stuff" – 5:20
2. "Hand of Fate" – 4:28'
3. "Cherry Oh Baby" – 3:53
4. "Memory Motel" – 7:07
5. "Hey Negrita" – 4:58
6. "Melody" – 5:47
7. "Fool to Cry" – 5:04
8. "Crazy Mama" – 4:34

## Singlovi
- "Fool to Cry"
- "Hot Stuff"

## Izvođači
- Mick Jagger - pjevač, piano, gitara
- Keith Richards - gitara, bas-gitara
- Ron Wood - gitara
- Charlie Watts - bubnjevi
- Bill Wyman - bas-gitara

## Top ljestvice

### Album
| Godina | Ljestvica            | Pozicija |
| ------ | -------------------- | -------- |
| 1976.  | UK Top 60 Albumi     | #1       |
| 1976.  | Billboard 200 Albumi | #2       |

### Singlovi
| Godina | Singl         | Ljestvica             | Pozicija |
| ------ | ------------- | --------------------- | -------- |
| 1976.  | "Fool to Cry" | UK Top 50 Singles     | #6       |
| 1976.  | "Fool to Cry" | The Billboard Hot 100 | #10      |
| 1976.  | "Hot Stuff"   | The Billboard Hot 100 | #49      |

## Vanjske poveznice
- allmusic.com   Arhivirana inačica izvorne stranice od 14. veljače 2021. (Wayback Machine) - Black and Blue